# فاهي كاتشا
فاهي كاتشا (بالأرمنية Վահե Քաչա وبالأحرف اللاتينية Vahé Katcha) (مولود في دمشق، سوريا عام 1928 - متوفي في باريس في 14 يناير / كانون الثاني 2003) أديب روائي وكاتب سيناريوهات أفلام وصحفي فرنسي شهير من أصل أرمني.
ولد في سوريا واسمه بالولادة فاهي - كارنيك خاتشادوريان (بالأحرف اللاتينية Vahé-Karnik Khatchadourian) ومن ثم انتقل مع أهله إلى لبنان حيث تعلم في بيروت. وفي عمر السابعة عشرة انتقل إلى فرنسا ليتخصص في كتابة قصص الأفلام والسيناريو. له أكثر من 25 رواية مطبوعة واقتبس العديد من المخرجين الكبار قصصه لتصوير أفلام فرنسية وفي بعض الأحيان أميركية شهيرة. كما له عملين مسرحيين وحائز على جوائز وتنويهات عديدة. كما أنه عمل صحفيا في مطبوعات أدبية وفنية.
من أهم أعماله الأدبية:
- Oeil pour oeil (مع فيلم بذات العنوان)
- L'hameçon (مع فيلم The Hook عام 1963 بطولة كيرك دوغلاس)
- A coeur joie (مع فيلم بعنوان مماثل بطولة بريجيت باردو)
- Galia (كتب سيناريو لفيلم بذات العنوان)
- Le Casse للمخرج الفرنسي الأرمني Henri Verneuil قصة فيلم من بطولة جان بول بلموندو وعمر الشريف

كما شارك في كتابة قصة «مايريك» (الأم) للمخرج Verneuil من بطولة كلوديا كاردينالي وعمر الشريف

## روابط خارجية
- فاهي كاتشا على موقع IMDb (الإنجليزية)
- فاهي كاتشا على موقع ألو سيني (الفرنسية)
- فاهي كاتشا على موقع أول موفي (الإنجليزية)
- فاهي كاتشا على موقع قاعدة بيانات الفيلم (الإنجليزية)
- فاهي كاتشا على موقع كينوبويسك (الروسية)